# Wasilij Kriestinin
Wasilij Wasiljewicz Kriestinin  (1729-1795) – historyk rosyjski.
Unikał tematów współczesnych poświęcając swój czas badaniu pochodzenia rosyjskiej szlachty dworskiej (dworiaństwo). Utożsamił tę warstwę z tak zwanymi „rurykowymi mężami”, którym po podbiciu ziemi ruskiej rozdawano grody i ziemie, z czego miało wynikać, że zwierzchność szlachty nad miastami jest oczywistym i naturalnym faktem.

## Dzieła
- Istoričeskie načatki o dvinskom narode drevnich, srednich, novych i novejšich vremen (Petersburg 1784)